# Kinolhas
Kinolhas is een van de bewoonde eilanden van het Raa-atol behorende tot de Maldiven.

## Demografie
Kinolhas telt (stand maart 2007) 250 vrouwen en 260 mannen.